# Pseudopoda nanyueensis
Pseudopoda nanyueensis là một loài nhện trong họ Sparassidae.
Loài này thuộc chi Pseudopoda. Pseudopoda nanyueensis được Guo Tang & Chang-Min Yin miêu tả năm 2000.